# Greg Ray
Greg Ray (Dallas (Texas), 3 augustus 1966) is een Amerikaans voormalig autocoureur. Hij won het Indy Racing League kampioenschap van 1999.

## Carrière
Ray werd in 1994 derde in het Atlantic Championship. Hij won drie races dat jaar. In 1996 reed hij in de Indy Lights series en werd twaalfde in de eindstand. Vanaf het seizoen 1996-1997 reed hij in de Indy Racing League tot zijn afscheid tijdens het seizoen van 2004. In 1999 won hij twee keer de race op Pikes Peak, waar twee keer gereden werd dat jaar en later de race in Dover en won het kampioenschap. In 2000 en 2001 won hij in Atlanta. Hij won in zijn IndyCar carrière vijf races en stond veertien keer op poleposition. Hij reed acht keer de Indianapolis 500, met als beste resultaat een achtste plaats in 2003. Hij vertrok drie keer vanaf de tweede startplaats in deze legendarische race en in 2000 vertrok hij van op polepostion. Hij reed 26 ronden aan de leiding maar moest vroeg opgeven wegens een crash en werd 33ste en laatste in de race.

### 1996-97
Ray maakte zijn debuut voor het team van Knapp Motorsports en sloot zijn rookie seizoen af op de 29ste plaats met 73 punten. Tijdens de race op Texas Motor Speedway behaalde hij zijn beste resultaat van het seizoen, hij kwam in die race als 8ste over de finish.

### 1998
Ray reed opnieuw het grootste gedeelte van het seizoen voor Knapp Motorsports, hij reed ook nog twee wedstrijden voor A.J. Foyt Enterprises. De hoogtepunten van zijn seizoen waren de snelste ronde tijdens de wedstrijd op Dover International Speedway en een tweede plaats behaald op Texas Motor Speedway na een interessant gevecht om de zege met Billy Boat. Ray sloot zijn seizoen af op de 21ste plaats met 128 punten.

### 1999
Tijdens het race weekend op New Hampshire Motor Speedway in 1998 werd bekendgemaakt dat Ray in 1999 de overstap zou maken naar Team Menard, om daar Tony Stewart op te volgen die de overstap ging maken naar de NASCAR Sprint Cup Series. Het zou een zeer succesvol seizoen worden voor Ray, want hij won het kampioenschap met 293 punten en drie overwinningen. Hij won beide races op Pikes Peak International Raceway en hij won ook nog de race op Dover International Speedway.

### 2000
Ray zou er in 2000 niet in slagen om zijn titel te prolongeren, hij sloot het seizoen af op de 13de plaats met 172 punten. De hoogtepunten van zijn seizoen als regerend kampioen waren de poleposition voor de Indianapolis 500 en de overwinning op Atlanta Motor Speedway, een race die hij vanaf poleposition was gestart.

### 2001
Ray had een zwaar seizoen in 2001, nadat hij slechts als 18de met 193 punten was geëindigd in de eindstand. Toch had het seizoen ook wel zijn positieve kenmerken, omdat hij vier keer op poleposition stond en opnieuw de wedstrijd op Atlanta Motor Speedway wist te winnen. Hij was tijdens die race ook vanaf poleposition vertrokken, reed de meeste ronde aan de leiding en zette ook nog de snelste ronde van de race neer. Dit was Ray's laatste overwinning uit zijn IndyCar carrière. Later in het seizoen zou hij worden vervangen door Jaques Lazier en zou Ray de overstap maken naar het team van A.J. Foyt Enterprises, waar hij in 1998 ook al een aantal races voor reed.

### 2002
Ray had een zwaar seizoen in 2002, hij reed ook tijdens dit seizoen voor A.J. Foyt Enterprises en een aantal races voor Sam Schmidt Motorsports. Ondanks dat hij liet zien over enorm veel talent te beschikken, werd de man het hele jaar geteisterd door mechanische pech. Op Richmond International Raceway leek Ray onderweg naar zijn zesde IndyCar zege, maar helaas liet zijn motor hem in de steek en werd hij slechts als 12de geklasseerd. Ray eindigde het seizoen als 23ste met 128 punten.

### 2003
Ray besloot om zijn eigen team te beginnen, Access Motorsports. Ondanks dat het team het financieel af en toe behoorlijk zwaar had, kwamen er wel degelijk goede resultaten naar boven. Ray kwam zes keer aan de finish in de top 10, met als beste resultaat vier 8ste plaatsen behaald op de Indianapolis 500, Kansas Speedway, Gateway International Raceway en Texas Motor Speedway. Ray sloot het seizoen af als 15de met 253 punten.

### 2004
Het team zat financieel opnieuw in zwaar weer. Toch behaalde Ray opnieuw goede resultaten tijdens het begin van het seizoen. Zo kwam hij als 10de aan bij de finish tijdens de race op Phoenix International Raceway en behaalde hij zijn beste resultaat met zijn eigen team ooit door op Texas Motor Speedway als zevende over de eindstreep te komen. Een ander hoogtepunt was dat Ray zich als tweede had gekwalificeerd voor de Indy Japan 300 op Twin Ring Motegi. Na de race op Richmond International Raceway besloot hij om Mark Taylor zijn wagen voor de rest van het seizoen te laten besturen, zodat hij meer aandacht kon schenken aan de financiële problemen die het team had, die vooral te wijten waren aan het gebrek aan sponsors. Het doel van Ray was namelijk om voor 2005 twee wagens fulltime in te zetten voor hemzelf en de talentvolle Mark Taylor, die tijdens de tweede seizoenshelft drie keer in de top 10 reed met twee 7de plaatsen op Nashville Superspeedway en Texas Motor Speedway als beste resultaat. De stekker moest echter vlak na het IndyCarseizoen van 2004 uit het team worden getrokken, en zo besloot Ray ook om een punt achter zijn IndyCarcarrière te zetten. Opvallend genoeg deed Mark Taylor hetzelfde. Ray zou zich gaan wijden aan het bedrijfsleven en Taylor zou tijd gaan doorbrengen met zijn gezin. Ray sloot zijn laatste IndyCarseizoen af op een 23ste plaats met 99 punten.
Ray was actief in de IndyCar Series van 1996 tot en met 2004 en heeft in deze relatief korte periode, een hoop successen behaald. Hij stond 15 keer op poleposition, scoorde 5 overwinningen, reed achtmaal in de top 5 en twintigmaal in de top 10, won een keer het IndyCar kampioenschap in 1999 en heeft een 8ste plaats als beste resultaat op de Indianapolis 500 die hij behaalde in 2003 toen hij reed voor zijn eigen team, Access Motorsports.

## Resultaten
Indy Racing League resultaten (aantal gereden races, aantal maal in de top 5 van een race, eindpositie kampioenschap en punten)
| Jaar    | Races | 1ste | 2de | 3de | 4de | 5de | Rang | Ptn |
| ------- | ----- | ---- | --- | --- | --- | --- | ---- | --- |
| 1996-97 | 5     | -    | -   | -   | -   | -   | 29   | 73  |
| 1998    | 9     | -    | 1   | -   | -   | -   | 21   | 128 |
| 1999    | 10    | 3    | 1   | 1   | -   | -   | 1    | 293 |
| 2000    | 9     | 1    | -   | -   | -   | -   | 13   | 172 |
| 2001    | 10    | 1    | -   | -   | -   | -   | 18   | 193 |
| 2002    | 11    | -    | -   | -   | -   | -   | 23   | 128 |
| 2003    | 13    | -    | -   | -   | -   | -   | 15   | 253 |
| 2004    | 6     | -    | -   | -   | -   | -   | 23   | 99  |

#### Indianapolis 500
| Jaar | Chassis | Motor      | Start | Finish | Team   |
| ---- | ------- | ---------- | ----- | ------ | ------ |
| 1997 | Dallara | Oldsmobile | 30    | 25     | Knapp  |
| 1998 | Dallara | Oldsmobile | 2     | 18     | Knapp  |
| 1999 | Dallara | Oldsmobile | 2     | 21     | Menard |
| 2000 | Dallara | Oldsmobile | 1     | 33     | Menard |
| 2001 | Dallara | Oldsmobile | 2     | 17     | Menard |
| 2002 | Dallara | Chevrolet  | 31    | 33     | Foyt   |
| 2003 | G-Force | Honda      | 14    | 8      | Access |
| 2004 | G-Force | Honda      | 27    | 27     | Access |